# 농촌공동체
농촌공동체(農村公動體)는 산업화 이전 농업이 주업이던 시절의 공동체의 형태를 말한다. 이는 농업의 성격이 갖는 공동노동, 협동노동에 기반한 상호부조가 공동체의 구성원들을 강한 유대로 묶고 공동운명체로서의 일체감이 지배하던 사회다.
현대에 들어서는 산업화, 도시화로 인해 파괴된 인간의 가치를 전통적인 공동체의 가치를 복원함으로써 치유하고자하는 목적으로 '농촌공동체'의 정신을 새롭게 조명하고 부활시키려는 운동이 일어나고 있다.